# Amvrakikos
Amvrakikos (in greco Αμβρακικός?) è un ex comune della Grecia nella periferia dell'Epiro (unità periferica di Arta) con 4 742 abitanti secondo i dati del censimento 2001.
È stato soppresso a seguito della riforma amministrativa, detta Programma Callicrate, in vigore dal gennaio 2011 ed è ora compreso nel comune di Arta.

## Località
Amvrakikos è suddiviso nelle seguenti comunità (i nomi dei villaggi tra parentesi):
- Aneza (Aneza, Apomero, Mytikas)
- Gavria
- Kalogeriko
- Koronisia
- Polydroso (Polydroso, Palioskamnia)
- Psathotopi
- Rachi
- Stroggili
- Vigla